# 매미나방
매미나방(영어: sponge moth)은 독나방과의 나방이다. 암컷은 짝짓기한 후 7월부터 숲이나 단단한 벽, 바위 틈 등 다양한 곳에 배의 털을 섞어서 알 덩이를 붙여놓는다. 알은 1mm 내외며 이른 봄이면 이미 알껍데기 안에서 부화해 있다가 날씨가 따뜻하면 알을 깨고 나온다. 유충은 여름 숲 속, 산길에서 쉽게 볼 수 있으며, 털에 독성이 있어 맨손으로 만지거나 피부에 닿으면 알레르기나 각막염은 물론 피부병에 걸릴 수 있다. 낮에는 줄기에 잠복해 있다가 야간에 활동해 활엽수 잎을 갉아 먹으며, 지역에 따라 돌발적으로 대발생하는 경우가 있어 피해를 주는 해충으로 여겨진다. 잎에 실을 약간 치고 번데기가 되어 15일 정도면 우화한다. 수컷은 빠르고 활발하게 날아다니지만 암컷은 움직임이 거의 없다. 한국·일본·아무르·시베리아·유럽·북아메리카 등 전 대륙에 폭넓게 분포한다.

## 명칭
과거부터 ‘집시나방’(gypsy moth) 명칭을 영어권에서 사용해 오다, 집시에 대한 인종차별이라는 주장을 미국 곤충학회에서 수용해, spongy moth로 바꾸게 되었다. 이에 따라 매미나방과 집시나방을 혼용해서 사용했던 대한민국에서도, 해당 발표 후로는 매미나방만을 사용하고 있다.
종소명 dispar의 뜻은 라틴어로 ‘다르다’, ‘동등하지 않다’는 뜻으로, 암컷과 수컷의 모습이 눈에 띌 정도로 확연히 구분되는 것에서 왔으며, 속명 Lymantria의 뜻은 ‘파괴자’라는 뜻으로 식물체를 너덜너덜할 때까지 완전히 먹어치우는 습성에서 따왔다.

## 분류
유럽 원산의 매미나방은 Lymantria dispar dispar 계통인 것으로 보고 있다.:6 종과 아종의 분류에서 나오는 혼선이 존재한다. 미국 농림부에서는 아시아 아종을 비행 능력이 있는 암컷이 있는 매미나방의 한 생물형으로 정의하나,:5 L. d. asiatica는 비행이 가능한 유일한 아종은 아니다.:6 본디 매미나방은 일본, 인도 아시아의 개체수를 언급할 때에도 ‘집시나방’으로 언급된다.:5

### 아종
| 아종                      | 분포                                             | 분류 검색표                             |
| ------------------------- | ------------------------------------------------ | --------------------------------------- |
| Lymantria dispar dispar   | 유럽, 서아시아, 북아프리카,:6 북미 동부에 유입됨 | 암컷은 날개가 있으나 날 수 없음:6       |
| Lymantria dispar asiatica | 동아시아,:6 유럽과 북미 서부에 유입됨            | 암컷은 날개가 있고 날 수 있음; 주광성:6 |
| Lymantria dispar japonica | 일본 전토:6                                      | 크기가 큰 수컷, 매우 짙은 갈색:6        |

## 같이 보기
- 붉은매미나방
- 얼룩매미나방
- 독나방
- 미국흰불나방
- 솔나방